# خربة برغوث
خربة برغوث قرية سوريّة تتبع إداريّاً لمحافظة حلب منطقة منبج ناحية خفسة، بلغ تعداد سكانها (479) نسمة حسب التعداد السكاني لعام 2004.